# Hoplitis brevispina
Hoplitis brevispina är en biart som först beskrevs av Borek Tkalcu 2000.  Hoplitis brevispina ingår i släktet gnagbin, och familjen buksamlarbin. Inga underarter finns listade i Catalogue of Life.